# Clania
Clania é um gênero de mariposa pertencente à família Acrolophidae.